# Messerschmitt Me 262 Schwalbe
Messerschmitt Me 262 Schwalbe (Lastovka) je bilo prvo vojaško reaktivno lovsko letalo na svetu. Uporabljalo ga je predvsem nemško vojno letalstvo (Luftwaffe) med drugo svetovno vojno, po vojni pa českoslovaško vojno letalstvo. V operativno rabo je prišlo sredi leta 1944, poleg vloge lovca prestreznika je opravljalo tudi vlogo lahkega bombnika, izvidniškega letala in nočnega lovca. Spada med najnaprednejša vojaška letala v drugi svetovni vojni.
Letalo sta poganjala dva Junkers Jumo 004 B-1 turboreaktivna motorja. Največja dosežena hitrost je bila 900 km/h, bojni dolet je znašal 1.050 km. Standardna oborožitev glavne različice A-1a Schwalbe so bili štirje 30 mm topovi MK 108 ter 24 raket R4M kalibra 55 mm. Bombniška različica A-2a Sturmvogel ( jurišna ptica) je bila oborožena z dvema topoma MK 108 ter dvema 250 kg ali 500 kg bombama.
Piloti Me 262 so med vojno sestrelili 542 zavezniških letal, čeprav nekateri viri omenjajo 745 letal. Navkljub izjemni učinkovitosti letalo v končni fazi ni imelo bistvenega učinka na izid vojne, predvsem zaradi pozne uvedbe (Hitler ga je hotel uporabiti kot bombnik "za maščevanje") in posledično manjšega števila letal v operativni rabi. Zaplenjene Me 262 so zavezniki testirali in na osnovi tega razvili številna letala, kot so F-86 Sabre, Boeing B-47 in MiG-15.
Z Me 262 je letelo, že zaradi prestiža, precej nemških letalskih asov. Walter Nowotny se je z njim, v ne docela pojasnjenih okoliščinah, 8. novembra leta 1944 ubil.

## Specifikacije (Me 262 A-1a)
Podatki iz Quest for Performance
Splošne karakteristike
- Posadka: 1
- Dolžina: 10,60 m (34 ft 9 in)
- Razpon kril: 12,60 m (41 ft 6 in)
- Višina: 3,50 m (11 ft 6 in)
- Površina kril: 21,7 m² (234 ft²)
- Teža praznega letala: 3.795 kg[6] (8366 lb)
- Naložena teža: 6.473 kg (14272 lb)
- Maks. vzletna teža: 7.130 kg (15720 lb)
- Pogon letala: 2 × Junkers Jumo 004 B-1 turboreaktivni motor, 8,8 kN (1980 lbf) vsak
- Vitkost krila: 7,32

 Zmogljivost 
- Maks. hitrost: 900 km/h (559 mph)
- Doseg: 1.050 km (652 milj)
- Višina leta: 11.450 m (37565 ft)
- Hitrost vzpenjanja: 1.200 m/min (pri maks. vzletni teži - 7.130 kg) (3900 ft/min)
- Razmerje potisk/teža: 0,28

Oborožitev

- Strelno orožje: 4 × 30 mm MK 108 topova
- Rakete: 24 × 55 mm (2,2 in) R4M rakete
- Bombe: 2 × 250 kg (550 lb) bombi ali 2 × 500 kg (1.100 lb) bombi (različica A-2a)